# Mirnyj (polární stanice)
Mirnyj (rusky:Мирный) je ruská polární zásobovací základna v Antarktidě na Pobřeží Pravdy poblíž Indického oceánu, přesněji Davisova moře. Leží těsně za jižním polárním kruhem.

## Historie
Stanice byla založena roku 1956 První sovětskou antarktickou expedicí. Nazvána byla podle legendární válečné plachetnice Mirnyj, jednoho z plavidel první ruské antarktické expedice kolem světa v letech 1819-1821, jíž velel z 600tunové válečné korvety Vostok Fabian Gottlieb von Bellingshausen, považovaný za objevitele Antarktidy.
3. srpna 1960 vypukl na polární stanici Mirnyj požár, následkem kterého zemřelo jedenáct členů posádky stanice, mezi nimi i český hydrometeorolog a polárník Oldřich Kostka. Případ byl orgány Komunistické strany Sovětského svazu a Komunistické strany Československa přísně tajen a bylo zakázáno jej zmiňovat v médiích.

## Popis

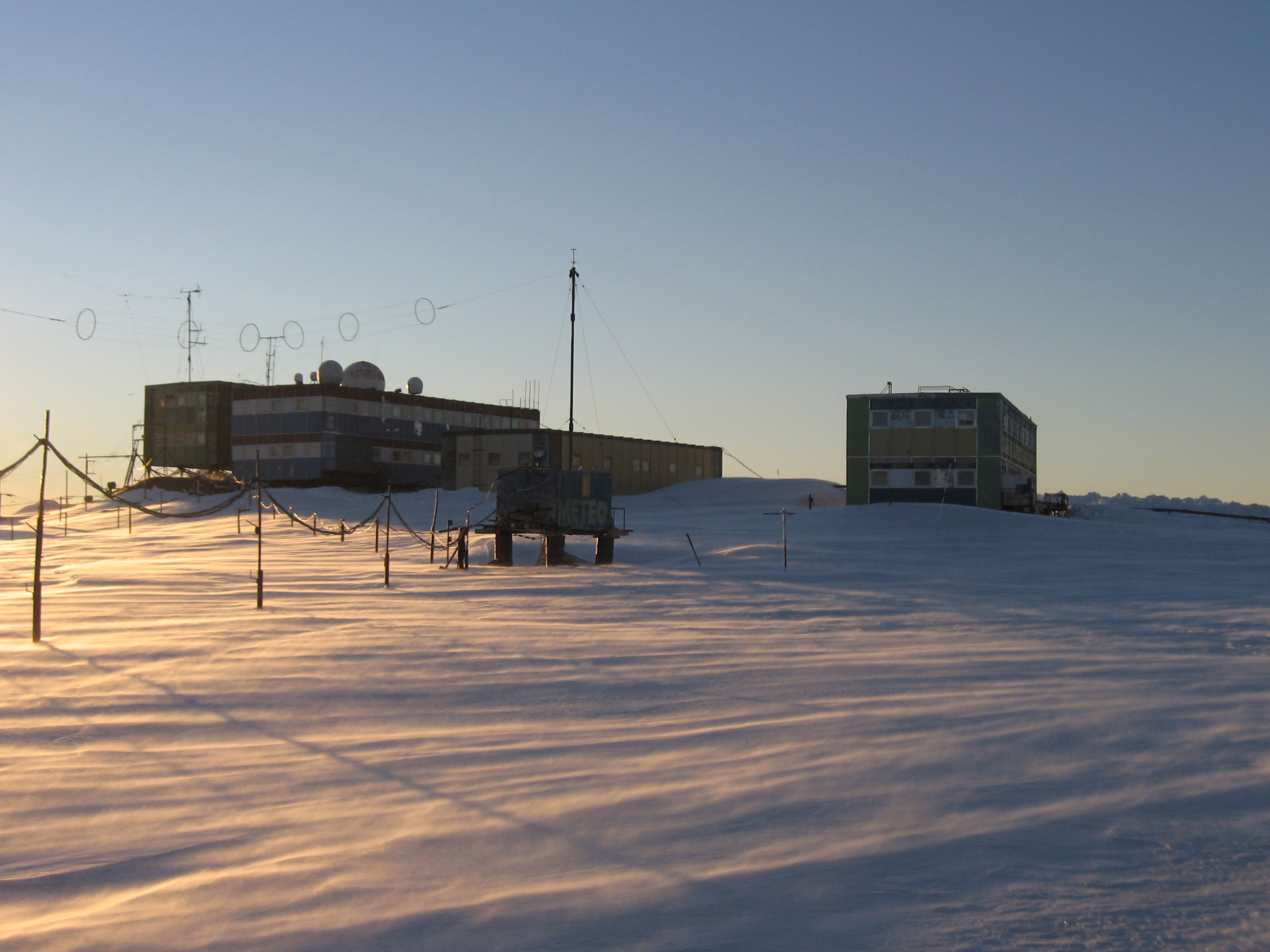
Polární stanice Mirnyj (2007)

Mirnyj představuje základnu, která udržuje v provozu 1410 km vzdálenou výzkumnou stanici Vostok prostřednictvím pravidelných konvojů. Cesta těchto konvojů převážejících jednou za rok naftu, potraviny a další materiál trvá okolo osmi týdnů.
Stanici tvoří 30 budov, ve kterých v létě pracuje až 160, v zimě jen 60 techniků a vědců. Spojení s mateřským polárním institutem v Sankt Petěrburgu je zajištěno pomocí telexu.
Průměrná teplota v okolí stanice je -11 °C. Více než 200 dní ročně zde vane vítr silnější než 15 m/s, příležitostně stanici zasáhne polární cyklón.